# Biskupi szanghajscy
Biskupi szanghajscy – rzymskokatoliccy biskupi mający swoją stolice biskupią w Szanghaju, obecnie w Chińskiej Republice Ludowej. W Szanghaju mieściła się stolica wikariatu apostolskiego (1933–1946) i diecezji (1946–nadal).
Pierwszy biskup szanghajski – Auguste Haouisée SI, był Francuzem. Jego następcy byli Chińczykami.

## Ordynariusze

### Wikariusz apostolski Szanghaju
- Auguste Haouisée SI (13 grudnia 1933 – 11 kwietnia 1946)

### Biskupi szanghajscy
- Auguste Haouisée SI (11 kwietnia 1946 – 10 września 1948)
- kard. Ignatius Kung Pin-mei (15 lipca 1950 – 12 marca 2000)
- Joseph Fan Zhongliang SI (12 marca 2000 – 16 marca 2014)
- Joseph Shen Bin (od 15 lipca 2023)

## Biskupi bez mandatu papieskiego
Diecezją szanghajską rządziło dwóch, nieuznawanych przez Stolicę Apostolską, biskupów. Obaj oni należeli do Patriotycznego Stowarzyszenia Katolików Chińskich i zostali mianowani z polecenia komunistycznych władz chińskich bez zgody papieża. Byli to:
- Aloysius Zhang Jiashu (1960 – 25 lutego 1988)
- Aloysius Jin Luxian (1988 – 27 kwietnia 2013) W 2000 pojednał się z papieżem i został koadiutorem bp. Josepha Fan Zhonglianga.
- Joseph Shen Bin (4 kwietnia 2023 – 15 lipca 2023) 15 lipca 2023 został mianowany przez papieża Franciszka ordynariuszem Szanghaju[1]